# Pegomya quadrivittata
Pegomya quadrivittata este o specie de muște din genul Pegomya, familia Anthomyiidae. A fost descrisă pentru prima dată de Karl în anul 1935. Conform Catalogue of Life specia Pegomya quadrivittata nu are subspecii cunoscute.